# 波索鲁维耶洛斯德拉曼查
波索鲁维耶洛斯德拉曼查，是西班牙卡斯蒂利亚-拉曼恰昆卡省的一个市镇。总面积74平方公里，总人口284人（2001年），人口密度4人/平方公里。